# LGA 1150
LGA 1150 o H3 es un zócalo de CPU usado por los microprocesadores de la microarquitectura Haswell (Intel Core i3, i5 e i7 de cuarta y quinta generación) y Broadwell.

## Visión general
LGA 1150 reemplaza a LGA 1155 (Socket H2) como zócalo de CPU para microprocesadores de la compañía Intel. Tiene 1150 superficies conductoras LGA incorporadas en el zócalo a forma de pines que hacen contacto directamente con los contactos chapados en oro del microprocesador.

## Historia

### Predecesor

#### LGA 1155
LGA 1155 o Socket H2, es un zócalo de CPU, compatible con microprocesadores Intel de la microarquitectura Sandy Bridge e Ivy Bridge.

### Sucesor

#### LGA 1151
LGA 1151 o Socket H4, es un zócalo de CPU destinado a ser utilizado por los microprocesadores de la microarquitectura Skylake y Kaby Lake.